# Вертициластер
Вертициластер (од латинског vertō, -tere, -tī, -sum = окретати около) је посебан облик цвасти (лажни увојак)  карактеристичан за породицу Lamiaceae. Чине га две дихазије на супротним странама истог нодуса на издуженој оси цвасти. 